# Stenobatyle eburata
Stenobatyle eburata är en skalbaggsart som först beskrevs av Louis Alexandre Auguste Chevrolat 1862.  Stenobatyle eburata ingår i släktet Stenobatyle och familjen långhorningar.
Artens utbredningsområde är:
- Costa Rica.
- Honduras.
- Nicaragua.

Inga underarter finns listade i Catalogue of Life.